# Elenco de Metamorphoses
Metamorphoses é uma telenovela brasileira produzida pela Rede Record e exibida entre 14 de março de 2004 e 27 de agosto de 2004, totalizando 120 capítulos. Escrita por Arlette Siaretta e Letícia Dornelles sob a produção executiva da empresa Casablanca, teve a direção de Del Rangel e Tizuka Yamasaki na primeira fase e Pedro Siaretta na segunda fase. A classificação indicativa da novela é de imprópria para menores de 12 anos.
Esta lista mostra o elenco desta telenovela. Há participações especiais, em que atores exercem pequenos papéis, geralmente limitando-se a um único capítulo. Vanessa Lóes e Luciano Szafir protagonizaram a primeira fase nos papeis de Circe Cipriatis e Lucas Mendonça, enquanto Jackeline Petkovic e Szafir foram os responsáveis pelos papeis principais na segunda fase. 

## Elenco
| Ator                    | Personagem                  |
| ----------------------- | --------------------------- |
| Luciano Szafir          | Lucas Mendonça              |
| Vanessa Lóes            | Circe Cipriatis             |
| Vanessa Lóes            | Lia Cipriatis (1º capítulo) |
| Jackeline Petkovic      | Suellen Madeira             |
| Kissei Kumamoto         | Takashi Mifune              |
| Paolla Oliveira         | Stella Fontes Taylor        |
| Rodrigo Lombardi        | Dr. Fábio Fraga             |
| Joana Fomm              | Margot Dubois               |
| Zezé Motta              | Drª. Prazeres da Anunciação |
| Gianfrancesco Guarnieri | Dr. Eugênio Alencastro      |
| Paulo Betti             | Marcos Ventura (Ventura)    |
| Francisca Queiroz       | Valentina Miranda           |
| Suely Franco            | Lourdes Sampaio             |
| Ellen Roche             | Kelly Madeira               |
| Ricardo Macchi          | Ângelo Souza                |
| Zé Carlos Machado       | Carlos Rabelo               |
| Luciene Adami           | Diana Cipriatis Rabelo      |
| Lúcia Alves             | Isabel Franco (Bel)         |
| Maria Ribeiro           | Drª. Patrícia               |
| Nill Marcondes          | Jamanta                     |
| Mariana Dubois          | Valéria                     |
| Tallyta Cardoso         | Tallyta Dubois              |
| Myrian Muniz            | Aspásia Cipriatis           |
| Ken Kaneko              | Yukio Aoki                  |
| Fernando Pavão          | Ivan                        |
| Talita Castro           | Nina                        |
| Fabiana Alvarez         | Ritinha                     |
| Thays Gorga             | Janete Madeira              |
| Rosaly Papadopol        | Valdirene Madeira           |
| Domingos Meira          | Diogo                       |
| Lívia Rossi             | Daniela                     |
| Ilana Kaplan            | Joseane                     |
| Sílvia Poggetti         | Ivani                       |
| Tadeu di Pietro         | Maximiliano                 |
| Sidney Santiago         | Xarope                      |
| Deyve Rose              | Teodora Madeira             |
| Danielle Lima           | Luisa Fontes Taylor         |

### Participações especiais
| Ator             | Personagem           |
| ---------------- | -------------------- |
| Lígia Cortez     | Circe Cipriatis      |
| Edson Montenegro | Sérgio (CG)          |
| Luiz Laffey      | Promotor Julio César |
| Míriam Freitas   | Sueli / Yedda        |